# ラスト・リベンジ
『ラスト・リベンジ』（原題: Dying of the Light）は、2014年にアメリカ合衆国で製作されたスリラー映画である。監督はポール・シュレイダー、主演はニコラス・ケイジが務める。アメリカでは2014年12月5日にビデオ・オン・デマンドを通して配信された。

## あらすじ
CIAのベテラン・エージェント、エヴァン・レイクはCIAを退職することになった。その矢先、エヴァンが信頼している部下、ミルトン・シュルツからレイクの宿敵であるテロリスト、バニールが活動を再開したとの情報が入る。レイクは仇敵を倒すべく、危険なミッションに挑む。

## キャスト
※括弧内は日本語吹替
- エヴァン・レイク - ニコラス・ケイジ（大塚明夫）
- ミルトン・シュルツ - アントン・イェルチン（岩崎了）
- モハメド・バニール - アレクサンダー・カリム（樫井笙人）
- ミシェル・ズバレイン - イレーヌ・ジャコブ（渡辺美佐）

## 製作
2010年1月、ニコラス・ウィンディング・レフンがポール・シュレイダーの脚本をハリソン・フォード主演で映画化すると報じられた。同年2月15日、レフンは『ドライヴ』を監督するために、本作の監督から外れた。2013年6月5日、脚本を執筆したポール・シュレイダー自身がメガホンをとり、レフンは製作総指揮を務めると報道された。同年7月30日、ニコラス・ケイジが本作の主演を務めることが決まった。2014年1月10日、アントン・イェルチン、イレーヌ・ジャコブ、アレクサンダー・カリムの出演が決まった。同年3月6日、レッド・グラニテ・インターナショナルが製作に参加した。8月19日、ライオンズゲートが本作の配給権を獲得した。
2014年10月16日、シュレイダーは自身のFacebookに「僕たちは戦いに敗れた。僕が監督と脚本を担当した『ラスト・リベンジ』は僕の手から離れてしまった。僕への相談がないまま、本編を再編集され、使用楽曲が決まってしまった。」と投稿した。同年12月8日、本作の撮影監督を務めたガブリエル・コサスは『バラエティ』への寄稿で、自身が行った色彩にこだわった撮影はデジタル処理で置き換えられてしまい、監督が意図したルックを反映するという「撮影監督の義務」をポストプロダクションで果たす機会を拒否されたことを嘆いた。

### 撮影
2014年1月27日、本作の主要撮影がルーマニアで開始された。5週間で撮影は終了し、ポスト・プロダクション作業はアメリカで行われた。また、オーストラリアクイーンズランド州でも撮影が行われた。

## 評価
本作は批評家から酷評されている。映画批評集積サイトのRotten Tomatoesには32件のレビューがあり、批評家支持率は8%、平均点は10点満点で3.8点となっている。また、Metacriticには12件のレビューがあり、加重平均値は31/100となっている。